# Murud
Murud là một thành phố và là nơi đặt hội đồng đô thị (municipal council) của quận Raigarh thuộc bang Maharashtra, Ấn Độ.

## Địa lý
Murud có vị trí 17°46′B 73°07′Đ / 17,77°B 73,12°Đ Nó có độ cao trung bình là 159 mét (521 feet).

## Nhân khẩu
Theo điều tra dân số năm 2001 của Ấn Độ, Murud có dân số 12.551 người. Phái nam chiếm 48% tổng số dân và phái nữ chiếm 52%. Murud có tỷ lệ 78% biết đọc biết viết, cao hơn tỷ lệ trung bình toàn quốc là 59,5%: tỷ lệ cho phái nam là 84%, và tỷ lệ cho phái nữ là 74%. Tại Murud, 11% dân số nhỏ hơn 6 tuổi.